# Ichneumon quadriannellatus
Ichneumon quadriannellatus là một loài tò vò trong họ Ichneumonidae.